# PGC 55104
LEDA/PGC 55104, auch UGC 9858, ist eine Balken-Spiralgalaxie vom Hubble-Typ SBbc im Sternbild Bärenhüter am Nordsternhimmel. Sie ist schätzungsweise 123 Millionen Lichtjahre von der Milchstraße entfernt und hat einen Durchmesser von etwa 165.000 Lichtjahren. Vom Sonnensystem aus entfernt sich das Objekt mit einer errechneten Radialgeschwindigkeit von näherungsweise 2.200 Kilometern pro Sekunde.
Gemeinsam mit PGC 2167946 bildet sie ein gravitativ gebundenes Galaxienpaar und ist Hauptgalaxie der fünf Mitglieder zählenden Lyons Groups of Galaxies LGG 399.

## LGG 399
| Galaxie   | Alternativname | Entfernung/Mio. Lj |
| --------- | -------------- | ------------------ |
| PGC 55104 | UGC 9858       | 123                |
| NGC 5929  | PGC 55080      | 117                |
| NGC 5930  | PGC 55076      | 123                |
| NGC 55097 | UGC 9856       | 115                |
| PGC 55095 | UGC 9857       | 110                |

## Galaktisches Umfeld
| Nr. | Galaxie                 | Alternativname            | Rek           | Dek           | Distanz/asec |
| --- | ----------------------- | ------------------------- | ------------- | ------------- | ------------ |
| →   | PGC 55104               | UGC 9858                  | 15h26m41.469s | +40d33m52.24s | 0            |
| 1   | LEDA/PGC 2167946        | ASK 403923.0              | 15h26m44.506s | +40d34m48.74s | 66.07        |
| 2   | 2MASX J15271589+4034070 | WISEA J152715.88+403406.7 | 15h27m15.868s | +40d34m06.56s | 392.26       |
| 3   | NSA 69350               | 2MASX J15270853+4028222   | 15h27m08.513s | +40d28m22.40s | 451.71       |
| 4   | LEDA/PGC 4005843        | NSA 69353                 | 15h26m17.511s | +40d40m04.05s | 460.87       |
| 5   | 2MASX J15273299+4041081 | WISEA J152732.89+404108.0 | 15h27m32.948s | +40d41m07.96s | 729.96       |
| 6   | LEDA/PGC 2169042        | NSA 69352                 | 15h25m19.024s | +40d39m30.49s | 997.82       |